# Șuțești
Șuțești je rumunská obec v župě Brăila. V roce 2011 zde žilo 4 428 obyvatel. Obec se skládá ze dvou částí.

## Části obce
- Șuțești – 4 051 obyvatel
- Mihail Kogălniceanu – 377 obyvatel